# Guglielmo Tabacchi
Guglielmo Tabacchi (Solvay, 1900 – Padova, 12 marzo 1974) è stato un imprenditore italiano, fondatore e primo presidente della Safilo, azienda produttrice di montature.

## Biografia
Nato negli Stati Uniti da emigranti italiani originari di Sottocastello, rientra in patria con la famiglia nel 1910. Dopo il termine della prima guerra mondiale, dove partecipa nell'ultimo periodo del conflitto come aggiustatore meccanico, si trasferisce in Polonia, per intraprendere un'attività industriale nel settore della produzione di gelati.
Nel 1934 rientra in Cadore, dove acquista il "Complesso Industriale Italiano", fondato nella zona nel 1878.